# Gert Jüsgen
Gert Jüsgen (* 5. März 1941) war Fußballtorwart in der ostdeutschen Oberliga, der höchsten Fußballklasse im DDR-Sport. Dort spielte er für den SC Neubrandenburg und den 1. FC Magdeburg.

## Sportliche Laufbahn
Jüsgen stand bis 1962 in der Bad Doberaner Betriebssportgemeinschaft Aufbau im Tor. Im Sommer 1962 schloss er sich dem SC Neubrandenburg an, der gerade in die zweitklassige DDR-Liga aufgestiegen war. Dort wurde er schnell zum Stammtorwart und gehörte 1964 zu der Mannschaft, die den Aufstieg in die DDR-Oberliga schaffte. Zugleich hatte sich aber der Greifswalder Torhüter Peter Below bei den Neubrandenburgern angemeldet, der in der Oberligasaison 1964/65 Jüsgen von seiner Stammposition verdrängte, sodass dieser nur fünfmal zum Einsatz kam. Der SC Neubrandenburg stieg bereits nach einer Spielzeit wieder ab, 1966 verließ Below die Mannschaft und danach erreichte Jüsgen seinen Stammplatz zurück. Inzwischen war aus dem Sportclub die BSG Post Neubrandenburg geworden, die sowohl 1966 als auch 1967 den Wiederaufstieg in die Oberliga jeweils als Liga-Zweiter knapp verpasste.
Für die Saison 1967/68 suchte der Oberligaaufsteiger 1. FC Magdeburg einen zweiten Torhüter hinter Hans-Georg Moldenhauer, und da Jüsgen Interesse daran zeigte, wieder im Fußballoberhaus zu spielen, kam es im Sommer 1967 zum Wechsel an die Elbe. Durch mehrmalige Ausfälle von Moldenhauer kam Jüsgen in seiner ersten Magdeburger Spielzeit zu 13 Einsätzen in der Oberligamannschaft des FCM. In der folgenden Saison machte bereits der junge Ulrich Schulze als talentierter Torwart auf sich aufmerksam und verdrängte Jüsgen als Torwart Nr. 2., der 1968/69 überhaupt nicht zum Einsatz kam.
Daraufhin wechselte Jüsgen für ein Jahr zur benachbarten BSG Turbine Magdeburg in die drittklassige Bezirksliga. Weitere Stationen waren 1969/70 Bezirksligist Stahl Finow und ab Sommer 1970 die BSG Motor Eberswalde, mit der Jüsgen 1972 in die DDR-Liga aufstieg.
| Alle Oberligaspiele auf einen Blick:                          | Alle Oberligaspiele auf einen Blick: | Alle Oberligaspiele auf einen Blick: |
| SC Neubrandenburg (5)                                         | SC Neubrandenburg (5)                | SC Neubrandenburg (5)                |
| ------------------------------------------------------------- | ------------------------------------ | ------------------------------------ |
| 9. August 1964                                                | Chemie Leipzig (A)                   | 0:6                                  |
| 16. August 1964                                               | Wismut Aue (H)                       | 1:1                                  |
| 23. August 1964                                               | Aufbau Magdeburg (A)                 | 0:2                                  |
| 30. August 1964                                               | Dynamo Berlin (H)                    | 1:2                                  |
| 13. September 1964                                            | Lok Stendal (H)                      | 1:1                                  |
| 1. FC Magdeburg (13)                                          |                                      |                                      |
| 4. November 1967                                              | Lok Leipzig (H)                      | 2:0                                  |
| 25. November 1967                                             | FC Karl-Marx-Stadt (A)               | 0:1                                  |
| 9. Dezember 1967                                              | Lok Stendal (H)                      | 3:2                                  |
| 16. Dezember 1967                                             | Rot-Weiß Erfurt (A)                  | 1:1                                  |
| 23. Dezember 1967                                             | Wismut Aue (H)                       | 1:0                                  |
| 24. Februar 1968                                              | Dynamo Dresden (H)                   | 2:0                                  |
| 2. März 1968                                                  | Union Berlin (A)                     | 3:2                                  |
| 9. März 1968                                                  | Chemie Leipzig (H)                   | 1:0                                  |
| 16. März 1968                                                 | Vorwärts Berlin (H)                  | 3:1                                  |
| 23. März 1968                                                 | Chemie Halle (A)                     | 3:1                                  |
| 30. März 1968                                                 | Carl Zeiss Jena (H)                  | 3:2                                  |
| 27. April 1968                                                | Hansa Rostock (A)                    | 2:3                                  |
| 4. Mai 1968                                                   | Sachsenring Zwickau (H)              | 1:2                                  |
| Bilanz: 9 Siege, 3 Unentschieden, 6 Niederlagen, 27 Gegentore |                                      |                                      |
Alle Ergebnisse aus Jüsgens Sicht, A = Auswärtsspiel / H = Heimspiel